# 芒廷霍姆 (西弗吉尼亞州)
芒廷霍姆（英語：Mountain Home，意为“山家”）是位於美國西弗吉尼亞州克萊縣的一個非建制地區。